# Sankt Gallen Bears 2014
Questa voce raccoglie le informazioni riguardanti i Sankt Gallen Bears nelle competizioni ufficiali della stagione 2014.

## Lega C 2014

### Stagione regolare
| Abtwil 29 marzo 2014, ore 19:00 CEST 1ª giornata | Sankt Gallen Bears | 7 – 31 | La Côte Centurions | Sportplatz Spiserwies |

| Abtwil 5 aprile 2014, ore 18:00 CEST 2ª giornata | Sankt Gallen Bears | 0 – 25 | Midland Bouncers | Sportplatz Spiserwies |

| Neuchâtel 13 aprile 2014, ore 14:00 CEST 3ª giornata | Neuchâtel Knights | 40 – 0 | Sankt Gallen Bears | Terrain du Chanet |

| Sciaffusa 26 aprile 2014, ore 16:00 CEST 5ª giornata | Schaffhausen Sharks | 20 – 12 | Sankt Gallen Bears |  |

| Coira 3 maggio 2014, ore 18:00 CEST 6ª giornata | Calanda Broncos II | 14 – 24 | Sankt Gallen Bears | Stadion Ringstrasse |

| Abtwil 17 maggio 2014, ore 18:00 CEST 8ª giornata | Sankt Gallen Bears | 26 – 20 | Schaffhausen Sharks | Sportplatz Spiserwies |

| Abtwil 24 maggio 2014, ore 19:00 CEST 9ª giornata | Sankt Gallen Bears | 20 – 29 | Neuchâtel Knights | Sportplatz Spiserwies |

| Zugo 31 maggio 2014, ore 18:00 CEST 10ª giornata | Midland Bouncers | 35 – 14 | Sankt Gallen Bears | Riedmatt |

| Gland 15 giugno 2014, ore 14:00 CEST 11ª giornata | La Côte Centurions | 50 – 0 (a tavolino) | Sankt Gallen Bears | Terrain des Perrerets |

| Abtwil 22 giugno 2014, ore 14:00 CEST 12ª giornata | Sankt Gallen Bears | - – - (annullata) | Calanda Broncos II | Sportplatz Spiserwies |

## Statistiche di squadra
| Competizione      | %Vittorie | In casa | In casa | In casa | In casa | In casa | In casa | In trasferta | In trasferta | In trasferta | In trasferta | In trasferta | In trasferta | Totale | Totale | Totale | Totale | Totale | Totale |
| Competizione      | %Vittorie | G       | V       | N       | P       | Pf      | Ps      | G            | V            | N            | P            | Pf           | Ps           | G      | V      | N      | P      | Pf     | Ps     |
| ----------------- | --------- | ------- | ------- | ------- | ------- | ------- | ------- | ------------ | ------------ | ------------ | ------------ | ------------ | ------------ | ------ | ------ | ------ | ------ | ------ | ------ |
| Stagione regolare | .222      | 4       | 1       | 0       | 3       | 53      | 105     | 5            | 1            | 0            | 4            | 50           | 159          | 9      | 2      | 0      | 7      | 103    | 264    |
| Totale            | .222      | 4       | 1       | 0       | 3       | 53      | 105     | 5            | 1            | 0            | 4            | 50           | 159          | 9      | 2      | 0      | 7      | 103    | 264    |